# Opium (film 1919)
Opium è un film muto del 1919 scritto, diretto e prodotto da Robert Reinert.

## Trama
Il professor Gesellius è un medico inglese in Cina per studiare gli effetti farmacologici dell'oppio. Recatosi in una fumeria, il proprietario Nung-Tschang gli racconta la storia del figlio nato anni prima dalla relazione segreta della moglie con un europeo. Nung-Tschang aveva ucciso la moglie e tenuto con sé il bambino, rendendo l'uomo suo schiavo grazie all'oppio. Nella fumeria, Gesellius conosce anche la giovane Sin che lo supplica di liberarla dallo stato di schiavitù in cui è stata ridotta. Il medico riesce a tornare in Inghilterra con la ragazza, scoprendo che è proprio lei il frutto dell'adulterio di cui gli ha parlato Nung-Tschang, che nel frattempo si è messo sulle loro tracce in cerca di vendetta.

## Distribuzione
La prima proiezione del film avvenne il 29 gennaio 1919 al Residenz-Theater di Düsseldorf.
In anni recenti è stato proiettato alle Giornate del cinema muto di Pordenone del 1997 e nelle edizioni del Festival internazionale del cinema di Berlino del 1992, in una retrospettiva dedicata agli studi Babelsberg di Potsdam, e del 2018, in quella dedicata alle produzioni tedesche negli anni della Repubblica di Weimar. In quest'ultimo caso è stata mostrata una versione a colori di 91 minuti, con l'accompagnamento al pianoforte di Richard Siedhoff, restaurata grazie al contributo di Filmmuseum München, Filmmuseum Düsseldorf e Filmarchiv Austria.

## Critica
Il film ricevette giudizi positivi in Germania alla sua uscita. Secondo la recensione della rivista Der Film, «l'accuratezza della regia è stata in grado di raggiungere traguardi ben al di sopra della media» e «la peculiare tecnica fotografica ha prodotto immagini che non si erano mai viste in Germania», mentre alcuni giorni prima Die Lichtbild-Bühne aveva parlato di «una trama sofisticata e realizzata con precisione» e di una tecnologia «perfetta e mai noiosa», concludendo che «con un film così grande non c'è davvero da temere la concorrenza straniera».
Più recentemente, lo storico del cinema Tobias Nagl ha scritto che «sotto la superficie, Opium cattura l'esperienza e lo shock della prima guerra mondiale... Reinert e il suo cameraman Helmar Lerski hanno sviluppato un linguaggio cinematografico brillante e allucinante».